# Astragalus dshangartensis
Astragalus dshangartensis es una especie de planta del género Astragalus, de la familia de las leguminosas, orden Fabales.

## Distribución
Astragalus dshangartensis se distribuye por Kirguistán y China (Xinjiang).

## Taxonomía
Fue descrita científicamente por Sumnev. Fue publicado en Sist. Zametki Mater. Gerb. Krylova Tomsk. Gosud. Univ. Kuybysheva 1-2: 5 (1933).